# Jan Masaryk
Jan Masaryk (Prag, 14. rujna 1886. – Prag, 10. ožujka 1948.) bio je čehoslovački političar.
Masaryk je bio sin Tomáša Masaryka, prvog predsjednika Čehoslovačke. U Prvom svjetskom ratu (1914. – 1918.) bio je časnik austro-ugarskih oružanih snaga te je u listopadu 1918. promaknut zbog posebnih zasluga.
Od 1919. radio je u diplomatskoj službi i među ostalim 1925. – 1938. bio čehoslovački veleposlanik u Velikoj Britaniji.
Od 1940. bio je je ministar vanjskih poslova čehoslovačke vlade u progonstvu i zbog prijenosa svojih govora u radijskim emisijama BBC-ja stekao je veliku popularnost.
Nakon povratka 1945. preuzeo je dužnost ministra vanjskih poslova. U vrijeme komunističkog puča u veljači 1948. zauzeo je nejasne stavove. Malo kasnije pronađen je mrtav ispred prozora svog prebivališta. Unatoč nekoliko sudskih istraga dugo je bilo nejasno je li počinio samoubojstvo ili je ubijen defenestracijom. Praška je policija 2004. izjavila da ne smatra da je počinio samoubojstvo.

## Vanjske poveznice
- Članak iz 2005.  (češki)
- radio cz, engleski